# دائرة التنمية الاقتصادية (دبي)
دائرة التنمية الاقتصادية تأسست في مدينة دبي للمساهمة في التخطيط الاقتصادي وتنظيم قطاع الأعمال عبر اقتراح السياسات وإعداد البرامج والمشاريع التنموية من خلال توظيف الموارد البشرية.
تتجلى أهداف دائرة التنمية الاقتصادية الثلاثة فيما يلي:
- المساهمة في تحقيق رؤية حكومة دبي وتطوير مختلف القطاعات الاقتصادية.
- إعداد بيئة استثمارية تنافسية لجذب الاستثمارات المحلية والأجنبية وتنظيم قطاع الأعمال.
- توفير الموارد البشرية والمالية والفنية.

## مؤسسات الدائرة
- مؤسسة محمد بن راشد لتنمية المشاريع الصغيرة والمتوسطة
- مؤسسة دبي لتنمية الصناعة والصادرات
- مؤسسة دبي لتنمية الاستثمار

## جوائز الدائرة
- برنامج دبي للأداء الحكومي المتميز
- جائزة التميز في الأعمال العالمية
- جائزة درع الحكومة الذكية العربية
- الجائزة الحكومية
- جائزة الخدمة الأولمبية
- جائزة التميز للإنجازات الحكومية العربية
- جوائز ستيفيي / جائزة الأعمال الدولية
- الأفكار العربية
- جائزة الأفكار الإماراتية
- جوائز ستيفيي جائزة الأعمال الدولية[2]
- الندوة العالمية للتحسين المستمر والابتكار 2018
- جوائز المؤسسة الأوروبية لإدارة الجودة
- راية الشيخ حمدان بن محمد
- جائزة الشيخ خليفة للتميز
- قمة وجوائز التحول المؤسسي